# Воротинський район
Воротинський район (рос. Воротынский район) — адміністративно-територіальна одиниця (район) та муніципальне утворення (муніципальний район) у східній частині Нижньогородської області Росії.
Адміністративний центр — місто Воротинець.

## Історія
Район було утворено 1929 року.

## Населення
| 1939    | 1959    | 1970    | 1979    | 1989    | 2002    | 2003    |
| ------- | ------- | ------- | ------- | ------- | ------- | ------- |
| 48 806  | ↘47 703 | ↘38 017 | ↘29 815 | ↘26 230 | ↘21 844 | ↗23 500 |
| 2008    | 2009    | 2010    | 2011    | 2012    | 2013    | 2014    |
| ↘20 119 | ↘19 832 | ↘19 411 | ↘19 282 | ↘19 195 | ↗19 327 | ↗19 343 |
| 2015    | 2016    | 2017    |         |         |         |         |
| ↘19 011 | ↘18 733 | ↘18 492 |         |         |         |         |